# 新泽西州议会
新泽西议会（英語：New Jersey Legislature）是美国新泽西州的立法机关，为兩院制，包含新泽西参议院和新泽西众议院，前者为上院，共40个席位，每届任期4年；後者为下院，共80个席位，每届任期2年。兩院目前均由民主黨控制。